# القانون الموحد بين الولايات بشأن دعم الأسرة
إن القانون الموحد بين الولايات بشأن دعم الأسرة (UIFSA) هو واحد من القوانين الموحدة التي سنها المؤتمر الوطني للمفوضين المعني بالقوانين الموحدة للولايات في الولايات المتحدة. وُضع القانون في البداية في عام 1992 وراجع المؤتمر الوطني للمفوضين المعني بالقوانين الموحدة للولايات هذا القانون عام 1996  ومرة أخرى في عام 2001 وأضاف تعديلات أخرى عام 2008. ويضع القانون حدودًا للقضاء وهي الحدود التي يمكنها وضع أنظمة دعم الطفل وتعديلها كما يتناول القانون تنفيذ التزامات دعم الطفل داخل الولايات المتحدة. وفي عام 1996، أقر الكونغرس قانون فرص العمل والمسؤولية الشخصية ووقع عليه الرئيس بيل كلينتون (42 قانون الولايات المتحدة القسم 666)، وهو القانون الذي يتطلب اعتماد الولايات القانون الموحد بين الولايات بشأن دعم الأسرة بدءًا من الأول من يناير 1998 أو مواجهة خسائر التمويل الحكومي لإنفاذ دعم الطفل. وقد اعتمدت كل ولاية أمريكية إما نسخة هذا القانون لعام 1996 أو النسخة الأحدث منه.
كلما اشتركت أكثر من ولاية في وضع أو تطبيق أو تعديل نظام دعم الطفل أو الأزواج، يتم تنفيذ القانون لتحديد قضاء وسلطة المحاكم في الولايات المختلفة. ويحدد القانون أيضًا أي قانون من قوانين الولاية سيتم تطبيقه في الإجراءات بموجب القانون، وهو ما يعد عاملاً مهمًا لأن قوانين الدعم تختلف اختلافًا كبيرًا بين الولايات.
يضع القانون القواعد التي تتطلب من كل ولاية إرجاء تنفيذ أنظمة دعم الطفل التي أدخلتها محاكم الولاية للولاية الأصلية للطفل. ويمتلك المكان الذي أُدخل فيه النظام في الأصل السلطة القضائية الحصرية المستمرة (CEJ)، ولا يمكن تطبيق أي قوانين إلا قانون هذه الولاية على طلبات تعديل نظام دعم الطفل، ما لم يُعد لتلك المحاكم سلطة قضائية أصلية بموجب القانون.
كما ينص القانون على آليات مختلفة للتنفيذ المباشر بين الولايات. على سبيل المثال، يسمح القانون بتلقي الوالد الوصي أمرًا بالبريد يُرسل لصاحب العمل الذي يعمل لديه الوالد الملزم بدفع المصاريف، وهو ما يتطلب أن يوقف صاحب العمل دفع الراتب لصالح الطفل. وعلاوة على ذلك، يسمح القانون للوالد الوصي بتلقي أمرًا يُرسل بالبريد إلى محكمة خارج الولاية لتقوم الولاية الأخرى بتنفيذ الأمر.